# Jamaikanische Badmintonmeisterschaft 1954
Die Jamaikanische Badmintonmeisterschaft 1954 fand in Kingston statt. Es war die siebente Austragung der nationalen Titelkämpfe im Badminton von Jamaika.

## Titelträger
| Disziplin    | Sieger                      |
| ------------ | --------------------------- |
| Herreneinzel | Jim Leslie                  |
| Dameneinzel  | Greta DaCosta               |
| Herrendoppel | Ian Veira Gilbert Alexander |
| Damendoppel  | Greta DaCosta Yola DaCosta  |
| Mixed        | Ian Veira Sheila Snape      |